# Palau Sant Jordi
O Palau Sant Jordi (em português: Palácio São Jorge) é um arena coberta e instalação multiuso construído em virtude dos Jogos Olímpicos de Verão de 1992 e faz parte do "Complexo Anel Olímpico" localizado em Barcelona, Catalunha, Espanha.
Projetado pelo arquiteto japonês Arata Isozaki, foi inaugurado em 21 de setembro de 1990. A capacidade máxima da arena é de 17 000 espetadores para basquetebol e 24 000 para concertos.
O Palau Sant Jordi foi uma das sedes principais dos Jogos Olímpicos de Verão de 1992, com eventos das modalidades ginástica artística e as finais do Handebol e Voleibol. Hoje em dia a arena hospeda eventos diversos entre esportivos, culturais e concertos.
Acolhe regularmente espetáculos desportivos de todo o tipo, incluindo motocross, ou desportos não habituais em pavilhões não especializados como a natação.
Além dos grandes eventos desportivos, o Palau Sant Jordi é um dos locais mais requisitados de Barcelona para a organização de espetáculos musicais e teatrais, por causa da sua capacidade, comodidade, e excelente sonoridade. Como exemplo o artista americano Bruce Springsteen escolheu-o para gravar em vídeo em outubro de 2002 um dos espetáculos da sua tournée mundial. Também atuaram aí grandes artistas do pop-rock internacional como U2, Queen, Coldplay, Iron Maiden, Mecano ou solistas como Aitana, Britney Spears, Miley Cyrus, Shakira, Avril Lavigne, Madonna, Prince, Alejandro Sanz, Joan Manuel Serrat, Lady Gaga, Justin Bieber, Rihanna ou Enrique Bunbury.

## Eventos esportivos
Entre os dias 10 e 12 de março de 1995 foi sediado o V Mundial Indoor de Atletismo da IAAF.
Recebeu partidas/jogos da Copa do Mundo de Futsal de 1996, incluindo a final onde o Brasil foi o campeão ao vencer a anfitriã Espanha por 6x4.
Também conhecido por ser uma casa do basquete europeu, o Palau Sant Jordi foi sede do Final Four da Euroliga em três ocasiões — 1998, 2003 e 2011 — além de ser uma das sedes do EuroBasket 1997 e da Copa del Rey de 2012.
Em competições de tênis o Palau Sant Jordi foi sede de duas finais da Copa Davis, em duas vitórias da Espanha na 2000 e 2009.